# Język aralle-tabulahan
Język aralle-tabulahan – język austronezyjski używany w prowincji Celebes Zachodni w Indonezji (kabupaten Mamasa, miejscowości Aralle i Tabulalang). Według danych z 1984 roku posługuje się nim 12 tys. osób. 
Dzieli się na trzy dialekty: aralle, tabulahan, mambi.
W latach 80. i 90. XX w. pozostawał preferowanym środkiem komunikacji we wszystkich grupach wiekowych.
Jest zapisywany alfabetem łacińskim.